# 陈家祠站
陈家祠站是广州地铁1号线和8号线的换乘車站，位於中国广东省广州市荔湾区中山七路康王路口西側的地底。车站於1999年2月16日随地铁一号线全线通车而启用，2020年11月26日随8号线北延段开通而成为换乘车站。

## 车站構造
陈家祠站目前分为两个站体：位于中山七路的1号线车站以及位于陈家祠东广场的8号线车站。两线站体大致成倒“T”字型，两线站厅通过换乘大厅连接。车站周边為周边为中山七路、康王路、陳家祠以及附近建築。
1号线车站的柱面采用棕色花岗岩装饰，而站厅及站台的墙面在车站启用前期统一采用灰色板装饰，不过在2017年进行车站翻新工程后，站厅墙面改为灰色石板，站台墙面则采用米色的马赛克装饰。而8號線车站则与8号线北延段各站一樣，主要使用玻璃幕板裝修，車站配色為白色。两线联络通道部分立柱则使用白色花岗岩石板装修，同时換乘大廳采用传统岭南祠堂式建筑的概念墙以划分付费区和非付费区。
另外，本站在換乘大廳非付费区通道以及8号线站台北端设有卫生间，同时在換乘大廳非付费区通道和1号线站厅A出入口通道处设有母婴室。

### 1号线楼层
1号线车站共有两層。地下一層為站廳层，并与换乘大廳接通；地下二層為1號線月台。
| 地下一层 | 1号线站厅 | 售票機、客服中心、商店、警务室、安检设施、母婴室 经换乘大厅前往 █8号线 |  |  |
| 地下二层 | 2 站台    | █1号线 西塱方向（下站：长寿路）                                        |  |  |
|          | 岛式站台  |                                                                        |  |  |
|          | 1 站台    | █1号线 广州东站方向（下站：西门口）                                    |  |  |

### 8号线楼层
8号线车站共有三層。地下一層為站廳层以及换乘大廳；地下二層為设备区；地下三層為8號線月台。
| 地下一层 | 换乘大厅           | 卫生间、母婴室、商店 前往 █1号线  |  |  |
|          | 8号线站厅          | 售票機、客服中心、安检设施        |  |  |
| 地下二层 | 设备区             | 车站设备                          |  |  |
| 地下三层 | 3 站台             | █8号线 滘心方向（下站：彩虹桥）   |  |  |
|          | 岛式站台（卫生间） |                                   |  |  |
|          | 4 站台             | █8号线 万胜围方向（下站：華林寺） |  |  |

### 站厅以及换乘
陈家祠站1号线及8号线各自設有一個站厅，均位于地下一层，两个站厅的付费区和非付费区均通過換乘大廳相連。为方便乘客进出以及换乘需要，1号线站厅北侧、8号线站厅中央南侧以及換乘大廳的中部和東側被划分为付费区。
1号线站厅付费区内设有4條扶手电梯以及兩条楼梯可供乘客前往1号线月台，而8号线站厅付费区内设有三组共8条扶手电梯和一条楼梯以及1台专用电梯供乘客前往8号线站台。另外，1号线站厅連接站台的专用电梯由于站厅層的电梯门位处站厅非付费区西侧，乘客使用時需要向車站工作人员求助以便協助使用。
此外，陈家祠站两线站厅设有商店，2025年更在换乘大厅内设置商店，包括四家7-11便利店、周黑鸭、瑞幸咖啡、抓物機店、时装店、彩票店等。亦设有自动贩卖机及自动售卡/充值机等设施。

### 月台
陈家祠站1号线和8号线各自设有一个島式月台，1号线站台位於中山七路的地底，8号线则位于康王北路西侧的地底。其中1号线在上層，8号线在下層。

### 出入口
陈家祠站目前设有7个出入口供乘客进出，分别分布于1号线站廳和8号线站廳。
本站在1号线建设之初就设有4个出入口，除A、C、D出入口在车站开通时就已启用外，预留的B出入口因邻近的卷烟二厂一直未能達成共識，直到2021年9月18日才得以启用。而8号线北延段开通后，本站新增3个出入口，同时D出入口旁亦新增通道以连接8号线的非付费区，因此1号线和8号线站厅通往D出入口的指示牌被分别标注为“1号门”和“2号门”以作区分。
此外，本站C出入口通道连通附近的康王·柏德来地下商城。
|                                                             |                                                       |      |          |                                                              |  |
|                                                             |                                                       |      |          |                                                              |  |
| 編號                                                        | 设施                                                  | 照片 | 出口指示 | 建議前往的目的地                                             |  |
| 1号线站廳                                                   |                                                       |      |          |                                                              |  |
| A                                                           | 盲道标志 · 扶手电梯标志                               |      | 中山七路 | 土兴巷、广州市荔湾区口腔医院、陈家祠公交车站（东行）         |  |
| B                                                           | 扶手电梯标志                                          |      | 中山七路 | 康王中路、城光荟、康王中路公交车站                           |  |
| C                                                           | 盲道标志 · 无障碍通道标志                             |      | 中山七路 | 康王北路、陈家祠（中山七路）公交总站、中山七路公交车站       |  |
| D                                                           | 无障碍通道标志 · 轮椅升降台标志 · 扶手电梯标志        |      | 中山七路 | 荔湾路、广州市荔湾中心医院荔枝湾院区、陈家祠公交车站（西行） |  |
| 8号线站廳                                                   |                                                       |      |          |                                                              |  |
| E                                                           | 扶手电梯标志                                          |      | 中山七路 | 广东民间工艺博物馆（陈家祠）                                 |  |
| F                                                           | 盲道标志 · 无障碍通道标志 · 升降机标志 · 扶手电梯标志 |      | 康王北路 | 广州市人民来访接待厅、广州市第四中学、康王北路公交车站       |  |
| G                                                           |                                                       |      | 康王北路 |                                                              |  |
| 註： 設有 \| 設有 \| 設有 \| 設有輪椅升降台 \| 設有扶手電梯 |                                                       |      |          |                                                              |  |

## 接駁交通
陈家祠站旁设有陈家祠巴士总站，以及位于中山七路两侧的陈家祠站和位于康王路两侧的康王北路等巴士中途站，方便乘客轉乘巴士前往各地。
| 编号 | 编号        | 线路                     | 线路                 | 线路                       | 收费                 | 运营商               | 备注                                        |
| ---- | ----------- | ------------------------ | -------------------- | -------------------------- | -------------------- | -------------------- | ------------------------------------------- |
|      | 17          | 德星路（上下九步行街）   | ⇆                    | 凰岗（锦东服装城）         | 2元                  | 一汽一分             |                                             |
|      | 88          | 沥滘路西                 | ⇆                    | 西场                       | 2元                  | 巴士一分             |                                             |
|      | 104         | 海印桥                   | ⇆                    | 中山八路                   | 2元                  | 巴士电车             | 使用无轨电车运营                            |
|      | 107         | 花城广场西               | ⇆                    | 中山八路                   | 2元                  | 巴士电车             | 使用无轨电车或纯电动汽车运营                |
|      | 128         | 珠岛花园                 | ⇆                    | 海印桥                     | 2元                  | 巴士电车             |                                             |
|      | 193         | 广卫路                   | ⇆                    | 汾水小区                   | 2元                  | 巴士电车             |                                             |
|      | 204         | 中山八路                 | ⇆                    | 珠江帝景苑                 | 2元                  | 巴士三分             | 经东风路                                    |
|      | 广205       | （广州）康王路（上下九） | ⇆                    | （佛山）白沙（中海金沙湾） | 2元                  | 巴士电车             |                                             |
|      | 233         | 滘口客运站               | ⇆                    | 广州火车东站               | 2元                  | 巴士二分             |                                             |
|      | 250         | 石榴岗                   | ⇆                    | 中山八路                   | 3元                  | 巴士一分             | 经宝岗大道、新港西路                        |
|      | 广286       | （广州）广卫路           | ⇆                    | （佛山）黄岐第一城         | 2元                  | 巴士电车             |                                             |
|      | 413         | 中山八路                 | ↺                    | 陈家祠                     | 2元                  | 一汽一分             |                                             |
|      | 旅游公交1线 | 中山八路                 | ⇆                    | 云台花园                   | 2元                  | 巴士电车             |                                             |
|      | 旅游公交2线 | 中山八路                 | ⇆                    | 珠江帝景苑                 | 2元                  | 巴士三分             | 经沿江路                                    |
|      | 夜2         | 陈家祠（中山七路）       | ⇆                    | 石潭西路口                 | 3元                  | 一汽一分             | 17路附属线路                                |
|      | 夜27        | 车陂                     | ⇆                    | 滘口客运站                 | 4元                  | 巴士电车             | 124路附属线路                               |
|      | 夜30        | 沥滘路西                 | ⇆                    | 罗冲围（松南路）           | 4元                  | 巴士一分             | 88路附属线路                                |
|      | 夜31        | 珠岛花园                 | ⇆                    | 海印桥                     | 3元                  | 巴士电车             | 128路附属线路                               |
|      | 夜78        | 广州火车东站             | ⇆                    | 中山八路                   | 3元                  | 巴士电车             | 107路附属线路，使用无轨电车或纯电动汽车运营 |
|      | 夜99        | 康王路（上下九）         | ⇆                    | 大坦沙（市1中）            | 3元                  | 一汽一分             |                                             |
|      | 夜127       | 已于2025年5月1日停办     | 已于2025年5月1日停办 | 已于2025年5月1日停办       | 已于2025年5月1日停办 | 已于2025年5月1日停办 | 已于2025年5月1日停办                        |

| 编号 | 编号 | 线路               | 线路 | 线路       | 收费 | 运营商   | 备注         |
| ---- | ---- | ------------------ | ---- | ---------- | ---- | -------- | ------------ |
|      | 268  | 泮塘               | ⇆    | 白云花园   | 2元  | 珍宝巴士 |              |
|      | 夜2  | 陈家祠（中山七路） | ⇆    | 石潭西路口 | 3元  | 一汽一分 | 17路附属线路 |

| 编号 | 编号                | 线路             | 线路 | 线路                       | 收费 | 运营商   | 备注                             |
| ---- | ------------------- | ---------------- | ---- | -------------------------- | ---- | -------- | -------------------------------- |
|      | 114                 | 南田路           | ⇆    | 罗冲围（松南路）           | 2元  | 巴士电车 |                                  |
|      | 181                 | 景泰坑           | ⇆    | 坑口地铁站                 | 3元  | 巴士一分 |                                  |
|      | 204                 | 中山八路         | ⇆    | 珠江帝景苑                 | 2元  | 巴士三分 | 经东风路                         |
|      | 238                 | 康王路（上下九） | ⇆    | 石井潭村                   | 2元  | 新穗巴士 |                                  |
|      | 251                 | 黄沙             | ⇆    | 七星崗（廣東省煤炭地質局） | 3元  | 珍宝巴士 |                                  |
|      | 288                 | 祈福新邨         | ⇆    | 西华路尾                   | 3元  | 番广客运 |                                  |
|      | 297                 | 黄沙             | ⇆    | 樂意居花園                 | 2元  | 二巴一分 |                                  |
|      | 521                 | 凰岗             | ⇆    | 石溪                       | 2元  | 二巴一分 | 石溪方向经凤凰新村（宝业路口）   |
|      | 527                 | 广州白云站       | ⇆    | 石溪                       | 2元  | 二巴一分 |                                  |
|      | 527机电技工学院班车 | 石溪             | ⇆    | 机电技师学院               | 2元  | 二巴一分 | 仅限工作日发班 寒暑假期间停运    |
|      | 552                 | 站南路           | ⇆    | 坑口地铁站                 | 2元  | 二巴二分 |                                  |
|      | 夜3                 | 凰岗             | ⇆    | 石溪                       | 3元  | 二巴一分 | 石溪方向经光大花园 521路附属线路 |
|      | 夜45                | 大塘（坚真花园） | ⇆    | 城西花园                   | 3元  | 新穗巴士 | 226路附属线路                    |

## 利用狀況
本站位處荔灣西關老城區的中心區域，鄰近著名景點陳家祠，週邊也有不少的住宅、商場及學校，使用本站的客流以附近居民以及附近學校學生為主，亦會有不少遊客利用本站前往陳家祠和華林玉器街。在每年農曆新年期間，荔灣區亦會在本站附近的荔灣路举办一年一度的荔灣花市，屆時本站客流量將會有所上升。
8号线北延段开通后，本站成为换乘车站，因此有不少乘客会在本站进行换乘，早晚高峰时段车站客流会大幅上升。
為了保證公園前站不會累積過多乘客形成安全隱患，影響運營秩序，本站工作日早高峰將視情況採取客流控制措施。

## 歷史

### 1號線

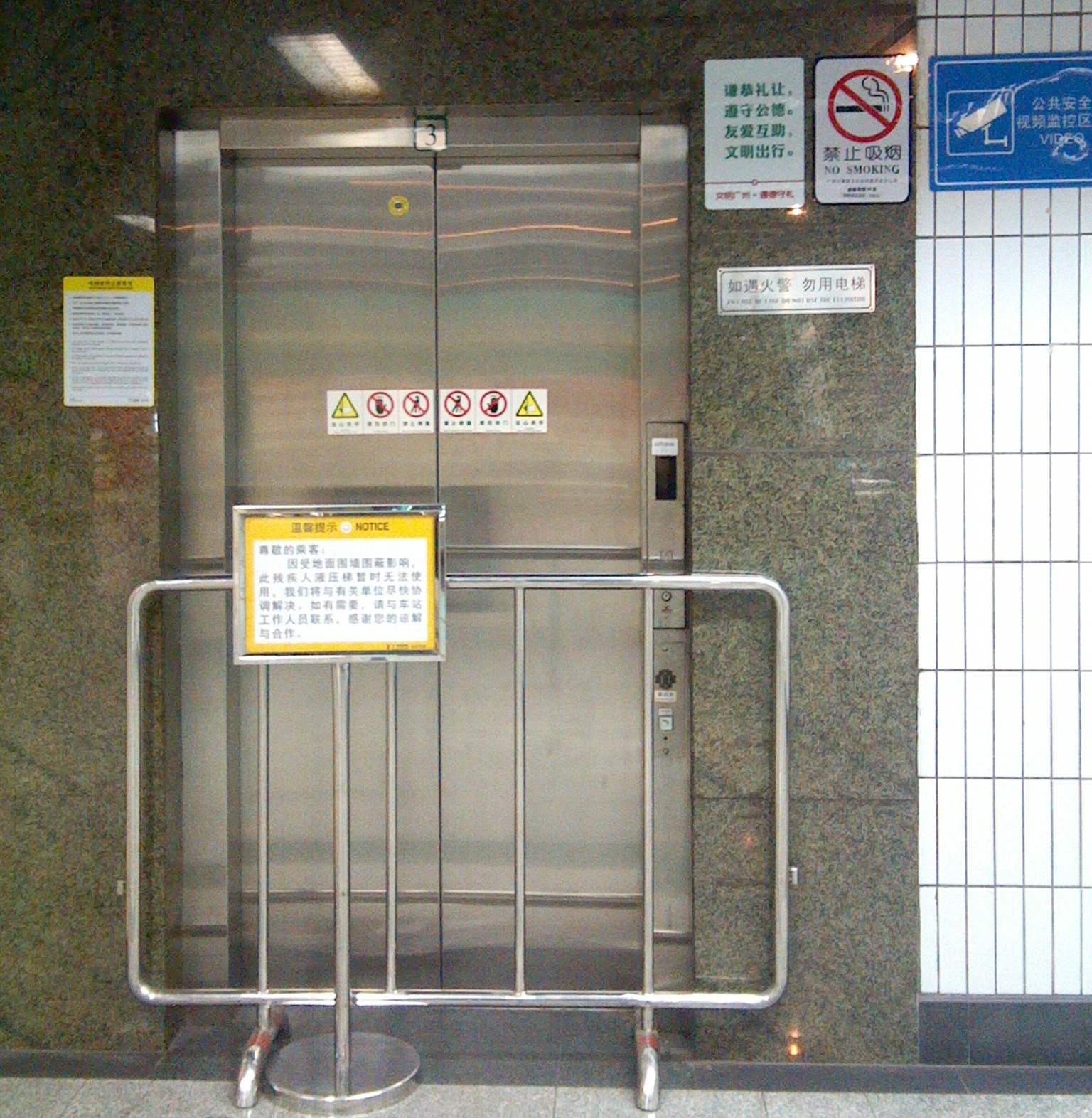
位於A出入口，無法投入使用的升降機

最初在1988年的地下鐵道路網規劃的初步方案中，並沒有陳家祠站。當時只有一個名為「中山八路」的車站，位於中山八路荔灣路口以東。在徵求市民意見後形成的「十字線網」的規劃中，1號線黃沙以北中山路以南的走線被東移，「中山八路站」亦被東移至現時位置並易名「中山七路站」，最後確定名稱為「陳家祠站」。
1993年12月28日，1號線正式動工。1999年2月16日大年初一當日，本站啟用，當日亦為1號線全線通車之日。
跟广州地铁2006年之前开通的車站一樣，在通車初期，本站的英文站名以拼音「Chen Jia Ci」表示，直至2006年11月，英文譯名改為「Chen Clan Academy」，但未跟随采用陈家祠官方英文翻译「Chen Clan Ancestral Hall」。
本站B出口及A出口附屬的升降機需要利用車站南邊的广州卷烟二厂地塊，該地塊現時仍被卷烟二厂自行圍蔽。由于市規劃局及地鐵方與卷烟二厂一直未能達成共識，導致B出口雖已建成，但因出口直接面對圍蔽地塊而一直無法啟用；同時A出口的升降機也一直無法投入使用。直到2020年，荔湾区政府与卷烟二厂所属的广东中烟工业有限责任公司签订合约，组建合资公司，以盘活卷烟二厂地块，创建产业园区，受地面围蔽影响的陈家祠站B出口和A出口升降机或能以地块开发为契机而得以启用。在各方推进下，B出口的建设终有进展，于2021年6月开始围蔽站厅进行施工。同年9月18日，B出入口正式启用。而A口来往地面的升降机至今仍然未有启用的时间表。
另外B出口也有计划建设隧道下穿康王中路，连接另一侧的新光城市广场，新光城市广场负三层已预留对接用的端口和扶手电梯。但由于拟建设地下隧道的位置曾于2004年11月22日发生地陷，且与地铁公司未能协调一致，相关设施一直被商场业主围蔽十多年，未能启用。

### 8號線
在1997年的《廣州市城市快速軌道交通線網規劃研究（最終報告）》，本站成為1號線與當時4號線的換乘站。在後來的規劃中，當時的4號線輾轉成為現時的8號線北延段，仍在本站與1號線換乘。
8號線陳家祠站在最初的設計中是位於1號線車站南邊的广州卷烟二厂地塊內。但同樣由於市規劃局與卷煙二廠溝通協調後依然無法達成共識，車站只能北移，改為設於陳家祠東廣場內。
由于陈家祠广场2010年才落成启用，建設時耗资8亿，但在落成四年后就被拆卸建设地铁车站，因此被市民斥责太浪费。地铁公司回应称，目前陈家祠施工的地铁8号线北延线，2014年初才获国家批复能够动工，2009年的時候依然無法预计到陳家祠廣場将来會进行地铁施工。
8号线车站部分在2014年12月开工建设，2018年6月底实现主体结构封顶。2019年1月起开始围蔽1號線站廳北側部分，進行接入換乘大廳的施工。2020年9月30日，8号线车站三权移交予运营方。
2020年11月26日下午2时，8号线北延段开通运营，8号线车站部分正式启用，本站成为换乘车站。同时随着车站施工的完成，陈家祠广场也恢复了绿化，重新开放。